# George Gavan Duffy
George Gavan Duffy (21 octobre 1882 - 10 juin 1951) est un homme politique, avocat et juge irlandais qui est président de la Haute Cour de 1946 à 1951, juge de la Haute Cour de 1936 à 1951 et ministre des Affaires étrangères de janvier 1922 à juillet 1922. Il est Teachta Dála (TD) pour la circonscription du comté de Dublin de 1921 à 1923. Il est député de la circonscription de Dublin Sud de 1918 à 1921.

## Famille
George Gavan Duffy est né à Rose Cottage, Rock Ferry, Cheshire, Angleterre, en 1882, fils de Charles Gavan Duffy et de sa troisième épouse, Louise (née Hall). Son demi-frère Frank Gavan Duffy (1852-1936) est le quatrième juge en chef de la Haute Cour d'Australie, siégeant sur le banc de la Haute Cour de 1913 à 1935.
Sa sœur Louise Gavan Duffy arrivée en Irlande en 1907, enseigne à l'école pour filles St Ita de Patrick Pearse (Scoil Íde), est avec Mary Colum la première secrétaire de Cumann na mBan et participe à l'insurrection de Pâques de 1916 au GPO et garnisons de Jacob. Elle fonde et dirige Scoil Bhríde, une école bilingue à Dublin, qui est toujours en activité. Sa mère étant décédée en 1889, George est élevé par trois demi-sœurs venant d'Autriche et d'Allemagne, à Guilloy, Nice, en France. Il parle couramment l'italien et le français et reçoit une éducation au Petit Séminaire. De là, il est envoyé au Stonyhurst College.
Il entre dans un cabinet d'avocats à Londres en 1907. Il épouse Margaret Sullivan le 13 décembre 1908. Ils ont deux enfants, un fils (Colum) et une fille (Máire). Colum Duffy est juriste et bibliothécaire juridique à la Law Society of Ireland.

## Début de carrière
Gavan Duffy est avocat et exerce à Londres. Il défend Roger Casement lors de son procès pour haute trahison après l'Insurrection de Pâques. Bien que Casement ait été exécuté, le procès a un effet énorme sur Gavan Duffy et en 1917, lorsqu'il est admis au barreau irlandais, il vient vivre à King's Inns, à Dublin, où il s'immerge dans la vie politique irlandaise.

## Vie politique

### Reconnaissance diplomatique
Lors des élections de 1918 à Westminster, il est élu député du Sinn Féin pour Dublin Sud.
Il est envoyé à Paris pour rejoindre Seán T. O'Kelly en tant qu'envoyé de la république d'Irlande nouvellement déclarée. Gavan Duffy publie des articles et des brochures appelant à la reconnaissance de l'Irlande en tant que nation souveraine lors de la conférence de la paix de Paris, ce qui embarrasse de plus en plus l'establishment français, qui pense que ses publications nuisent aux relations anglo-françaises.
Gavan Duffy et O'Kelly demandent l'aide de la France contre la Grande-Bretagne alors que les traités mettant fin à la Première Guerre mondiale n'ont pas encore été signés. La Grande-Bretagne est le principal allié de la France pendant la majeure partie de la guerre, au cours de laquelle la France a subi d'énormes pertes. En janvier 1919, l'armée républicaine irlandaise a également déclenché la guerre d'indépendance irlandaise contre la Grande-Bretagne et le nouveau Dáil a déclaré son indépendance du Royaume-Uni.
En outre, la position britannique est qu'elle prépare un système révisé de Home Rule irlandais qui serait mis en œuvre après la conférence de paix, et qu'elle a tenté de résoudre la question irlandaise lors de la Convention irlandaise de 1917, que le Sinn Féin a boycottée.
En conséquence, tous les Alliés de la Première Guerre mondiale considèrent le mouvement Sinn Féin comme plus ou moins hostile. Une dernière lettre de juin 1919 exigeant la reconnaissance et adressée au président du Conseil des ministres français Georges Clemenceau, président de la conférence de la paix, ne reçoit aucune réponse.
Finalement, après avoir publié une lettre qu'il a adressée à Clemenceau pour protester contre les mauvais traitements infligés à Terence MacSwiney en prison en 1917, Gavan Duffy est banni de Paris. Il est déclaré persona non grata en décembre 1920. Il se rend ensuite à Rome et de là parcourt l'Europe au nom du ministère de la république d'Irlande, sans obtenir sa reconnaissance.

### Traité anglo-irlandais

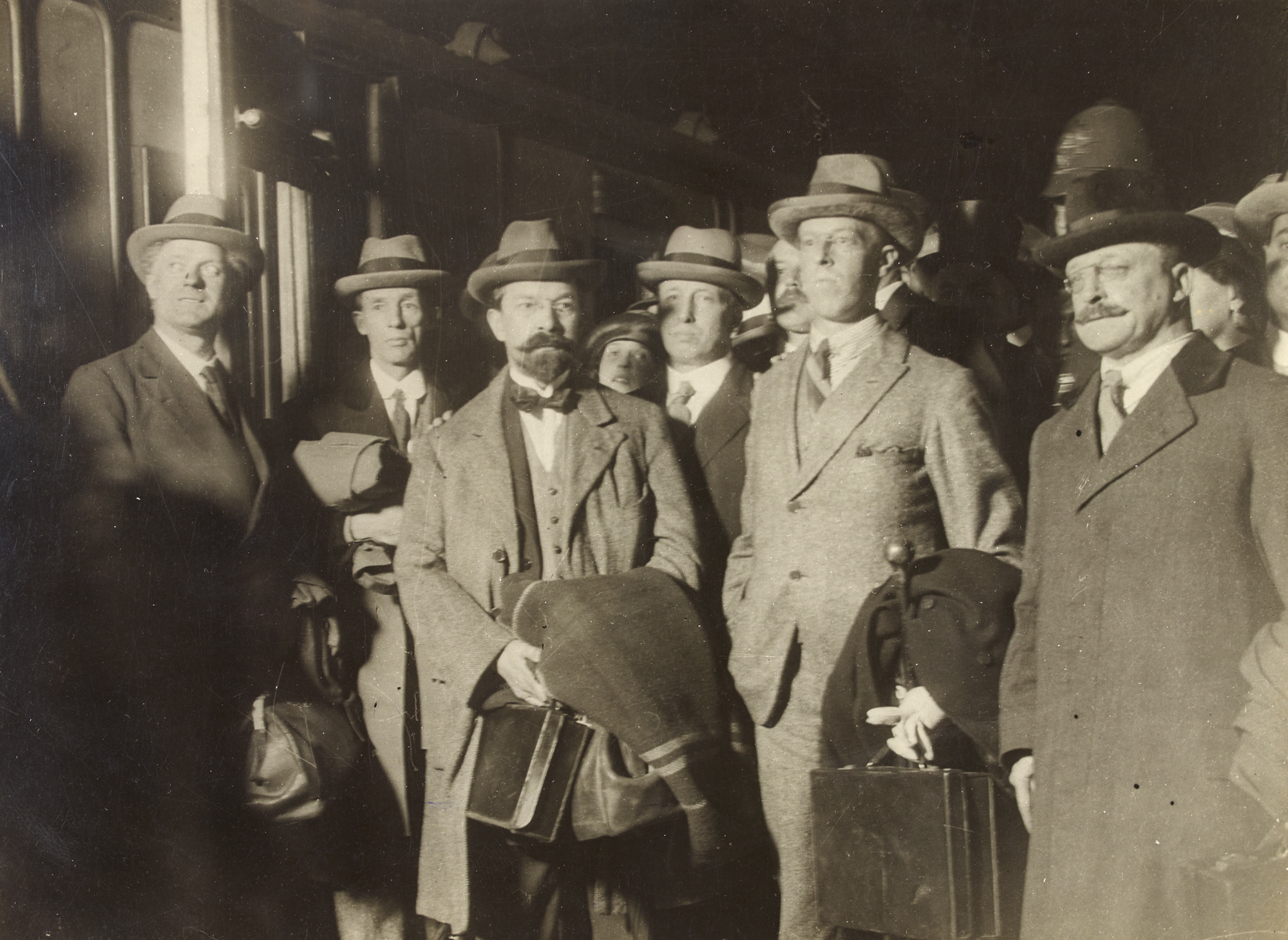
Gavan Duffy avec d'autres membres de l'équipe de négociation (dont Childers, Griffith et Barton) en décembre 1921

Lorsqu'Éamon de Valera choisit ses plénipotentiaires pour négocier le traité anglo-irlandais en 1921, Gavan Duffy est choisi principalement en raison de son expertise juridique. Il proteste contre la signature du traité, mais le fait à contrecœur, devenant ainsi le dernier à le signer. Au cours des débats qui suivent au Dáil Éireann, Gavan Duffy déclare qu'il recommanderait le traité à contrecœur mais sincèrement car il ne voyait aucune alternative pour atteindre l'objectif souhaité d'indépendance.
Gavan Duffy confie la responsabilité aux personnes chargées de rédiger la Constitution de l’État libre d’Irlande de la rédiger conformément aux termes du traité. Il n'est cependant pas d'accord avec la décision de Griffith de montrer le projet de constitution au Premier ministre britannique Lloyd George, qui a immédiatement ordonné que des références au roi soient insérées ainsi qu'un serment d'allégeance. Lloyd George menace de déclencher une guerre si les Irlandais refusant de signer, mais Gavan Duffy n'y a pas cru.

### Démission
Il veut démissionner, mais il est contraint de rester en fonction, exerçant les fonctions de ministre des Affaires étrangères de janvier 1922 à juillet 1922. Au déclenchement de la Guerre civile irlandaise, il part lorsque le gouvernement provisoire refuse d'exécuter une ordonnance du tribunal d'habeas corpus en faveur de George Plunkett (fils de George Noble Plunkett), qui est détenu sans inculpation avec d'autres républicains.
Son mandat est écourté par sa décision de démissionner à nouveau lorsque le Conseil exécutif de l'État libre d'Irlande abolit les tribunaux républicains et exécute son ami Robert Erskine Childers.
Il se présente aux élections générales de 1923 en tant que candidat indépendant mais n'est pas réélu.

## Avocat et juge
Gavan Duffy retourne au barreau irlandais et développe une vaste pratique. Il est engagé dans certaines affaires constitutionnelles notables telles que la controverse sur les rentes foncières dans laquelle il affirme que l'État libre d'Irlande ne peut être tenu ni en honneur ni en droit de verser des rentes en Grande-Bretagne. Il est nommé avocat principal en 1930 et juge à la Haute Cour en 1936. Il est conseiller juridique non officiel d'Éamon de Valera lors de la rédaction de la Constitution irlandaise de 1937 et est consulté sur de nombreuses questions s'y rapportant. Il est également membre de la commission chargée de créer la deuxième chambre de l'Oireachtas, le Seanad Éireann, en 1937. En tant que président de la Haute Cour, il rend l'arrêt State (Burke) c. Lennon qui est confirmé par la Cour suprême d'Irlande.
En 1946, au sommet de sa carrière juridique, il est nommé président de la Haute Cour, poste qu'il occupe jusqu'à la fin de sa vie. Il juge l'affaire controversée Tilson en 1950, un an avant sa mort. Son jugement applique à la lettre le décret ne temere, car la Constitution irlandaise de de Valera de 1937 a donné à l'Église catholique romaine d'Irlande une « position spéciale ». La Cour suprême d'Irlande souscrit à cette décision, mais Gavan Duffy est critiqué dans certains milieux pour sa décision,.
Au moment de sa mort, Gavan Duffy rédigeait un jugement en faveur d'Ernie O'Malley dans une affaire de propriété portée devant le tribunal d'équité par l'ex-épouse d'O'Malley, Helen Hooker. Bien que Gavan Duffy soit décédé avant de pouvoir rendre son jugement, Hooker décide de ne pas poursuivre l'affaire.
Il était membre de longue date de l'organisation catholique An Ríoghacht.
George Gavan Duffy est décédé dans une maison de repos de Leeson Street, Dublin, le 10 juin 1951.